# (3224) Irkutsk
(3224) Irkutsk (1977 RL6) ist ein ungefähr 25 Kilometer großer Asteroid des mittleren Hauptgürtels, der am 11. September 1977 vom russischen (damals sowjetischen) Astronomen Nikolai Stepanowitsch Tschernych am Krim-Observatorium (Zweigstelle Nautschnyj) auf der Halbinsel Krim (IAU-Code 095) entdeckt wurde.

## Benennung
(3224) Irkutsk wurde anlässlich deren 300-jährigen Bestehens nach der Stadt Irkutsk benannt, die in Sibirien, einem Teil Russlands, liegt.